# 祖孙登
祖孫登（?—?），南朝人。
仕於南朝陳，曾任侯安都的記室。侯安都为侍中時，引以为客，孫登奉令咏风：“摇扬楚王宫，徘徊绕竹丛。带叶俱吟树，将花共舞空。”。作品有《赋得涉江采芙蓉》。